# تومویاسو نایتو
تومویاسو نایتو (انگلیسی: Tomoyasu Naito؛ زادهٔ ۱۱ سپتامبر ۱۹۸۶) بازیکن فوتبال اهل ژاپن است.
از باشگاه‌هایی که در آن بازی کرده‌است می‌توان به باشگاه فوتبال آویسپا فوکوئوکا اشاره کرد.